# Franziskanerinnen der Erneuerung
Der katholische Frauenorden der Franziskanerinnen der Erneuerung ist der weibliche Zweig der Franziskaner der Erneuerung.
Die Gemeinschaft wurde 1988 gegründet und untersteht dem Erzbischof von New York. Es bestehen drei Konvente in New York City und weitere in Leeds, Drogheda und Atlantic City (New Jersey). Die Schwestern unterhalten Einrichtungen für Notleidende (wie Suppenküchen und Kleiderkammern), sind in der Jugendpastoral tätig und bieten Einkehrtage an.
Die Franziskanerinnen tragen ein graues Kleid mit Strick und einen schwarzen Schleier.